# FLOX
FLOX (от нем. FLammenlose OXidation, беспламенное окисление) — способ организации горения, направленный на снижение вредных выбросов, прежде всего оксидов азота. Был предложен в 1990-е годы немецким учёным Йоахимом Вюннингом и в настоящее время считается одним из перспективных направлений в создании малоэмиссионных камер сгорания для энергетических установок.

## Описание
Образование оксидов азота при горении по тепловому механизму Я. Б. Зельдовича связано с зонами повышенной температуры (T ≥ 1800 K), неизбежно возникающими при обычных способах сжигания топлива в камерах сгорания. Чем выше температура и больше время пребывания компонентов в зоне высокой температуры, тем больше успевает образоваться оксидов азота. Для снижения температуры и времени пребывания применяется целый ряд методов, таких как многостадийное сжигание, теплоотводящие элементы, рециркуляция выхлопных газов, сжигание бедных смесей, каталитическое дожигание и др.
В методе беспламенного окисления используется подогрев исходных компонентов и рециркуляция продуктов сгорания для создания зоны, в которой возможно самовоспламенение смеси. При этом за счёт разбавления смеси продуктами сгорания возможность образования фронта пламени исключена, и зона высокой температуры, где образуются оксиды азота, отсутствует. Однако химическая реакция окисления топлива может протекать в устойчивом «беспламенном» режиме, как в режиме диффузионного перемешивания компонентов, так и для предварительно перемешанной смеси горючего и воздуха.